# 班伯利 (西澳)
班伯利（英語：Bunbury）位於府城伯斯市中心南方的175（109英里）處，是西澳州僅次於伯斯和曼杜拉的第三大城市；擁有自己出海的港口。2018年人口74,363。